# New Canaan
Pour les articles homonymes, voir New Canaan (homonymie).
New Canaan est une ville située dans le comté de Fairfield, dans l'État du Connecticut aux États-Unis. Lors du recensement de 2010, New Canaan avait une population totale de 19 738 habitants. La ville possède deux stations du Metro-North Railroad, l'une baptisée New Canaan et l'autre Talmadge Hill. La durée du voyage jusqu'à Grand Central Station à Manhattan est d'environ une heure.
New Canaan est en outre l'une des villes les plus riches des États-Unis.

## Géographie
Selon le Bureau du Recensement des États-Unis, la superficie de la ville est de 22,52 milles carrés (58,33 km2), dont 22,19 milles carrés (57,47 km2) de terres et 0,33 milles carrés (0,85 km2) de plans d'eau (soit 1,56 %).

## Histoire
La paroisse de Canaan est fondée en 1731. Cependant, quelques années plus tard, une autre paroisse nommée Canaan devient une municipalité du Connecticut. Lorsqu'elle devient elle-même une municipalité en 1801, la ville adopte le nom de New Canaan.

## Démographie
D'après le recensement de 2000, il y avait 19 395 habitants, 6 822 ménages, et 5 280 familles dans la ville. La densité de population était de 338,4 hab/km2. Il y avait 7 141 maisons avec une densité de 124,6 maisons/km2. La décomposition ethnique de la population était : 95,27 % blancs ; 1,04 % noirs ; 0,04 % amérindiens ; 2,29 % asiatiques ; 0,01 % natifs des îles du Pacifique ; 0,38 % des autres races ; 0,98 % de deux ou plus races. 1,74 % de la population était hispanique ou Latino de n'importe quelle race.
Il y avait 6 822 ménages, dont 41,7 % avaient des enfants de moins de 18 ans, 69,2 % étaient des couples mariés, 6,6 % avaient une femme qui était parent isolé, et 22,6 % étaient des ménages non-familiaux. 19,4 % des ménages étaient constitués de personnes seules et 9,3 % de personnes seules de 65 ans ou plus. Le ménage moyen comportait 2,83 personnes et la famille moyenne avait 3,26 personnes.
Dans la ville la pyramide des âges était 31,2 % en dessous de 18 ans, 3,3 % de 18 à 24, 25,4 % de 25 à 44, 26,6 % de 45 à 64, et 13,5 % qui avaient 65 ans ou plus. L'âge médian était 40 ans. Pour 100 femmes, il y avait 91,2 hommes. Pour 100 femmes de 18 ans ou plus, il y avait 85,7 hommes.
Le revenu médian par ménage de la ville était 141 788 dollars, et le revenu médian par famille était 175 331 dollars. Les hommes avaient un revenu médian de plus de 100 000 dollars contre 53 924 dollars pour les femmes. Le revenu par habitant de la ville était 82 049 dollars. 2,5 % des habitants et 1,4 % des familles vivaient sous le seuil de pauvreté. 2,2 % des personnes de moins de 18 ans et 2,2 % des personnes de plus de 65 ans vivaient sous le seuil de pauvreté.
| 1810  | 1820  | 1830  | 1850  | 1860  | 1870  |
| ----- | ----- | ----- | ----- | ----- | ----- |
| 1 599 | 1 689 | 1 830 | 2 600 | 2 771 | 2 497 |

| 1880  | 1890  | 1900  | 1910  | 1920  | 1930  |
| ----- | ----- | ----- | ----- | ----- | ----- |
| 2 673 | 2 701 | 2 968 | 3 667 | 3 895 | 5 456 |

| 1940  | 1950  | 1960   | 1970   | 1980   | 1990   |
| ----- | ----- | ------ | ------ | ------ | ------ |
| 6 221 | 8 001 | 13 466 | 17 451 | 17 931 | 17 864 |

| 2000   | 2010   | - | - | - | - |
| ------ | ------ | - | - | - | - |
| 19 395 | 19 738 | - | - | - | - |

## Fiction
L'action de la bande dessinée Un été indien (écrite par Hugo Pratt et illustrée par Milo Manara, publiée en 1987 en France aux éditions Casterman) se déroule à New Canaan au XVIIe siècle.
Le film d'Ang Lee The Ice Storm (1997), avec Sigourney Weaver et Kevin Kline, a été tourné dans deux luxueuses villas modernes de New Canaan, caractéristiques du style architectural de cette ville. L'histoire se passe en 1973 en plein Watergate et dépeint la société bourgeoise américaine « libérée » des années 70.
Dans le jeu vidéo Fallout New Vegas, New Canaan est une ville reconstruite sur les ruines de la ville d'Ogden dans l'Utah. La ville a cependant été détruite par des tribus dans un évènement précédant l'arrivée du joueur.
L'action du roman Ohio de Stephen Markley se situe dans la ville de New Canaan. Localisée dans la banlieue blanche paupérisée, cette ville se distingue très nettement de son homonyme du Connecticut.
La ville est évoquée dans la chanson New Canaan de Bill Wurtz, où il mentionne, en outre, la richesse de la ville.